# Дедковцы (Житомирская область)
Дедковцы (укр. Дідківці) — село на Украине, находится в Чудновском районе Житомирской области.
Код КОАТУУ — 1825882402. Население по переписи 2001 года составляет 552 человека. Почтовый индекс — 13212. Телефонный код — 4139. Занимает площадь 2,693 км².

## Адрес местного совета
13211, Житомирская область, Чудновский р-н, с. Дубище, ул. Ленина, 105/2